# Higgs-bozon

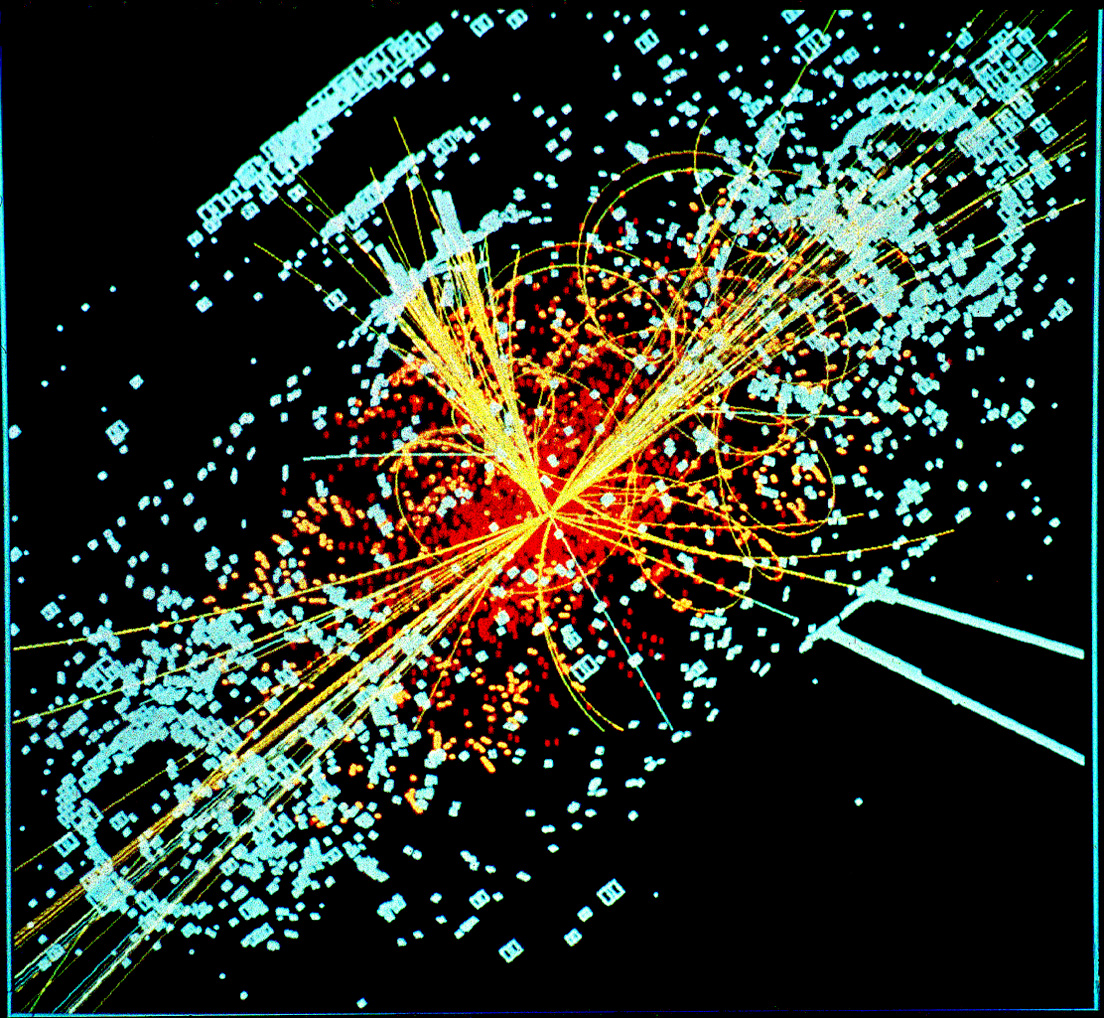
A nagy hadronütköztető gyűrű (LHC) fizikusai szimulálták, hogy milyen képet kell kapnunk a gyorsítóban, ha a fizikai elképzelésünk helyes a Higgs-bozonról. Ez egy lehetséges kép a CMS-kísérletben egy olyan eseményről, amelyben Higgs-bozon keletkezett

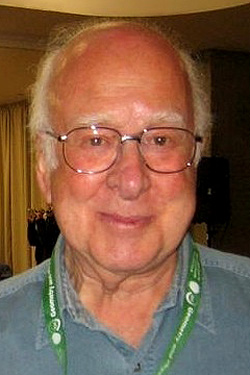
Peter Higgs, a részecske névadója, 80. születésnapján

A Higgs-bozon vagy Higgs-részecske egy olyan részecske, amelyet a részecskefizika standard modellje jósolt meg. Ez a részecske a közvetítője a Higgs-térnek és ez felelős a többi részecske tömegéért. A Higgs-mező klasszikusan (tehát nem kvantáltan) is felírható a speciális relativitáselméletben,
ekkor mint egy négyes skalár mező jelenik meg, és befolyásolja a részecskék nyugalmi tömegét.

## Meghatározása
A Higgs-mechanizmus feltételezi egy olyan négykomponensű függvény (komplex izospin-dublett) létezését, amely hozzáadódik a fermionokat leíró függvényhez, mintha a fermionok ebben a térben mozognának. Az egyébként tömeg nélküli fermionok a Higgs-térrel kölcsönhatásban tömeget nyernek, hasonlóan ahhoz, ahogy egy töltött részecske folyadékban sokkal nehezebben mozog, mint vákuumban, mert az elektrosztatikus vonzás következtében magával kell hurcolnia a környezetében levő, polarizált molekulákat. A Higgs-tér sérti az SU(2)-szimmetriát, és ezzel a szilárdtestfizika kvázi-részecskéihez hasonlóan olyan új részecskéket hoz létre, amelyek közül három elnyeli az elmélet zérus tömegű közvetítőrészecskéit, ezáltal tömeget teremtve nekik és létrehozva a három áhított, nehéz gyenge bozont, a negyedik komponense pedig, melléktermékként, újabb nehéz részecskét hoz létre, a Higgs-bozont. A Higgs-mechanizmust, amely tömeget ad a részecskéknek, eredetileg az elektrogyenge kölcsönhatás elméletének kialakításakor feltételezték annak a magyarázatára, hogy miért van a W- és Z-bozonoknak tömegük. A Higgs-mechanizmus nélkül minden részecske fénysebességgel száguldana és így nem alakulhattak volna ki égitestek. Az elmélet szerint maga a mechanizmus, ami szerint az ősrobbanás első pillanatában keletkezett részecskék a Higgs bozonnal való kölcsönhatásuk következtében tömeget is nyertek az ősrobbanás első másodperce alatt folyt le.
Mivel a Higgs-tér skalártér, a Higgs-bozon spinje nulla.
2012. július 4-én egy konferencián a CERN jelentette, hogy találtak egy részecskét, aminek tömege 125 GeV/c² (körülbelül 133 proton-tömeg, nagyságrendileg 10−25 kg), ami „nagyjából a Higgs-bozon követelményeinek felel meg”. Az eredmény a CERN két részlegének, az ATLAS és a CMS részlegnek a független munkájából származik. A hírt nagy lelkesedés fogadta, bár a jelentéshez hozzáadták, hogy még egy év munkájára lesz szükség, hogy az új részecske minden tulajdonságát a Higgs-bozontól elvárt tulajdonságokkal egyeztethessék. 2013. március 14-én jelentették be, hogy az eredmények ellenőrzése alapján kijelenthető, a részecske egy Higgs-bozon, de annak pontos eldöntéséhez, hogy ez a feltételezett többféle részecske közül (például a szuperszimmetria szerint öt lehetséges Higgs-bozon esetében) pontosan melyikről van szó, még több évnyi ellenőrzés és új adatok szükségesek. A 2015-ben újrainduló LHC program várhatóan jelentős adatmennyiséggel fogja segíteni ezt a munkát.

## Kutatásának története

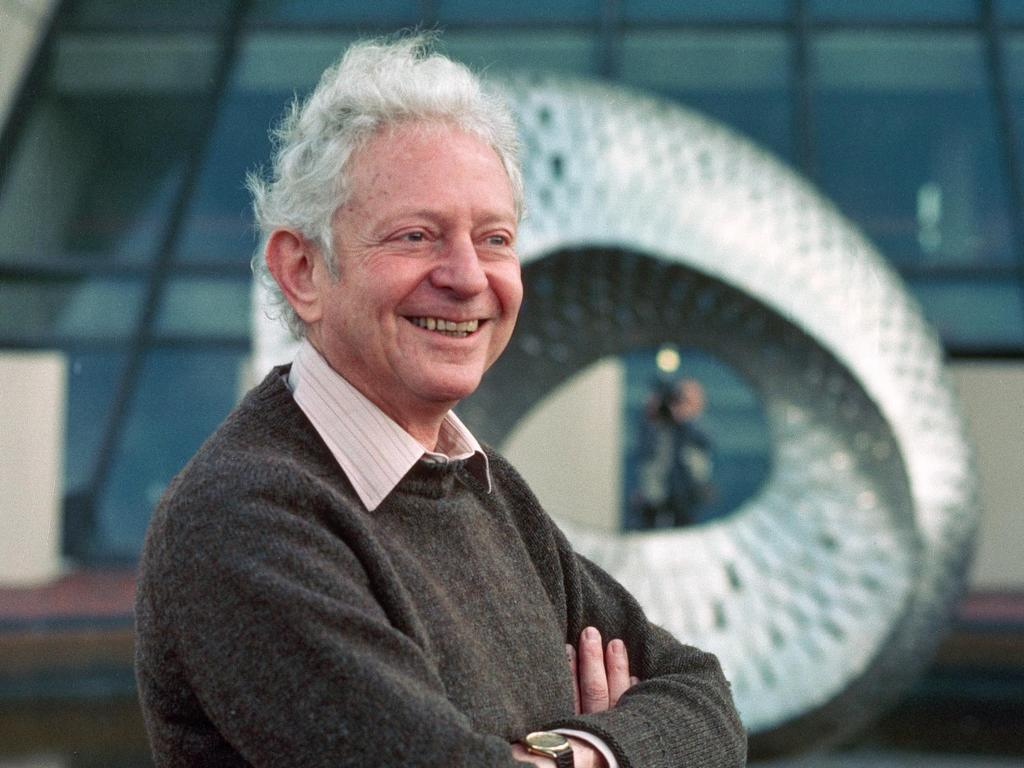
Leon Lederman részecskefizikus

A 17. században Isaac Newton megalkotta törvényeit, amelyek segítettek megérteni világunkat. A newtoni törvények beváltak Naprendszerünk megismerésében. Azonban a tudomány fejlődésével világossá vált, hogy extrém körülmények között nem alkalmas a jelenségek leírására, mint például a fénysebességgel mozgó részecskékre vagy az atomi vagy annál kisebb törvényszerűségek leírására. Albert Einstein relativitáselmélete – amely a fénysebesség sajátosságaival foglalkozott – is felfedte és megoldást keresett ezen problémára. Az 1920-as évek közepén Werner Heisenberg kvantummechanikai kutatásaival már szakít az úgynevezett klasszikus fizikával.

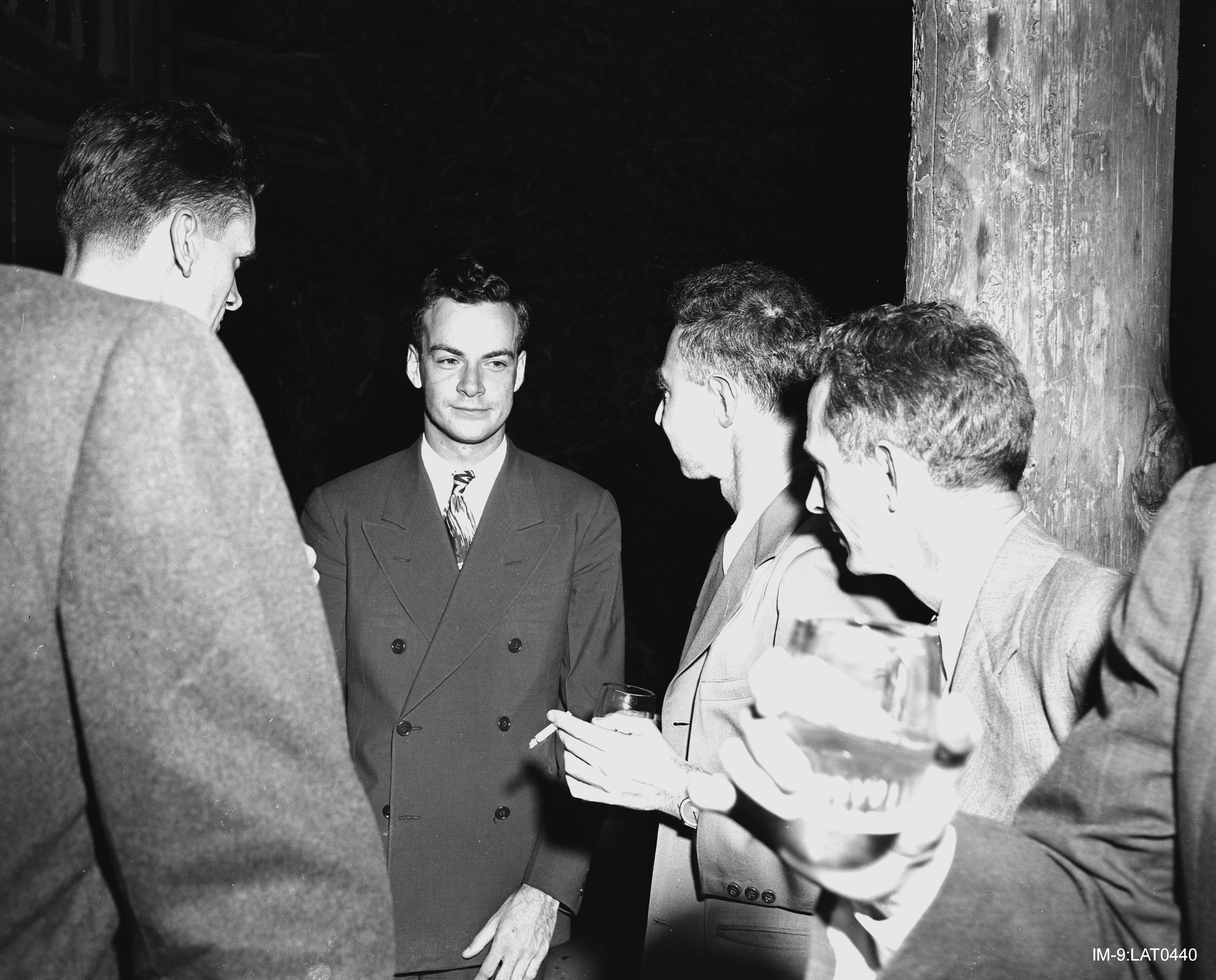
Richard Feynman (középen) Robert Oppenheimerel (jobbra) a Manhattan terv idején

A részecskefizika új tudományággá vált, és az új felfedezések hatására leírása egyre bonyolultabb lett. Problémák adódtak a gyors mozgású testekre vonatkozó relativitáselmélet és a kvantummechanika összeegyeztetésével is, amely témában Stephen Hawking kiemelkedő munkásságával jeleskedett. A csillagászat és a fizika fejlődésével olyan problémák merültek fel, mint például 1934-ben Fritz Zwicky svájci asztrofizikus által feltételezett „sötét anyag” szerepe az univerzumban. 1948-ban Richard Feynman kutatásai nyomán jött létre a kvantum-elektrodinamika, amely a mozgásban lévő elemi részecskékkel foglalkozik. E kutatások alapján az 1960-as években az elektrogyenge kölcsönhatást kezdték vizsgálni a természettudósok. 1964-ben megismertük Murray Gell-Mann és George Zweig által az elméletekben felvázolt atomi építőelemeket, a kvarkokat, és a rájuk ható kölcsönhatásokat.
Az elektrogyenge kölcsönhatás legismertebb modellje a Glashow–Weinberg–Salam-modell (GWS-modell), amely a Maxwell által korábban egyesített elektromágnesességre és az úgynevezett gyenge kölcsönhatásra vonatkozó alapjelenségeket tömöríti egyetlen magyarázó elméletbe. 1983-ban megalkották a standard modellt, amely által a fizikusok remélték, hogy egységes és jobban átlátható képbe foglalhatók a kvantummechanika szabályai, amelyet az addigra felfedezett számtalan új részecske és azok között ható kölcsönhatások meglehetősen bonyolulttá tettek. A standard modell számos részletét már sikerült kísérletekkel bizonyítani, de az elmélet kulcsfontosságú része volt a tömegért felelős Z0-bozon meglétének bizonyítása, amely nélkül az elmélet nem működőképes. A Z0-bozont, vagyis Higgs-bozont, amelyet gyakran isteni részecskének is neveznek és amely meglétének jóslatát először Peter Higgs angol fizikus, a skót edinburghi egyetem neves tanára küldte el 1960-ban a Physics Letters tudományos folyóiratnak közleményként, de amint az 1929-es születésű fizikus a CERN 2012. július 4-i ülése alkalmával elmondja, az egyoldalas kéziratot a lap először elutasította, és csak második, kiterjedt formájában fogadták el közlés céljából. A bozonelméletet Steven Weinberg dolgozta ki részletesen. A Higgs-bozon létezésének kimutatására a meglevő gyorsítók képességét meghaladó részecskesebességre lett szükség, ami nagyobb teljesítményű részecskegyorsítót jelentett, és a CERN 1986-ban vállalkozott egy ilyen ütköztető megépítésére. A neve a hadronoktól nyerve Nagy Hadronütköztető (angolul Large Hadroncollider, rövidítve LHC) lett. A Nagy Hadronütköztető 2008. szeptember 10-én kezdte működését, az első kísérletek 2009-ben indultak meg.
2011 decemberében több vezető fizikus is úgy nyilatkozott, hogy egy éven belül – tartva a kutatási ütemet – kiderülhet, hogy valóban létezik-e a Higgs-bozon. 2012. július 4-én a CERN bejelentést tett, miszerint találtak egy részecskét, aminek tömege 125 GeV/c2 (körülbelül 133 protontömeg, nagyságrendileg 10−25 kg), ez „nagyjából a Higgs-bozon leírásának felel meg”.

### Az „isteni részecske” elnevezés eredete
Az elnevezés Leon Max Lederman amerikai Nobel-díjas részecskefizikushoz köthető, habár állítólag a tudósnak eredetileg nem állt szándékában ezt a megnevezést adni. 1993-ban egy megjelenésre váró (a részecskefizika történelméről szóló) könyvében „istenverte részecskének” (Goddamn Particle) akarta nevezni a Higgs-bozont, mert senki sem találja. A kiadója azonban úgy gondolta, hogy több példány lenne eladható az „isteni részecske” (The God Particle) elnevezéssel. Így lett aztán a könyv címe: Az isteni részecske: Ha az univerzum a válasz, akkor mi a kérdés? (The God Particle: If The Universe Is The Answer, What Is The Question?). A könyv magyarul Az isteni a-tom címmel jelent meg.
A fizikusok többsége nem tartja szerencsésnek a marketing szülte elnevezést. Maga Peter Higgs sem kedveli, mert habár ő nem hívő – így vallásilag nem sérti -, de úgy véli, számos embernek visszatetsző ez a megnevezés.

## Laikusoknak szóló magyarázat
1993-ban William Waldegrave tudományokért felelős miniszternek feltűnt, hogy a Higgs-bozon kutatási költsége milyen magas összegeket emészt fel, miközben – számos embertársához hasonlóan – fogalma sincs róla, mi is az a Higgs-bozon vagy Higgs-mechanizmus. Ezért jelképes díjat – egy üveg pezsgőt – ajánlott fel annak a tudósnak, aki a legérthetőbb magyarázatot adja. A nyertes David J. Miller, a londoni egyetem fizikusa lett a következő magyarázattal:

### Higgs-mechanizmus
Képzeljük el, hogy politikusok koktélpartit tartanak. Egy helyiséget egyenletes elosztásban töltenek ki az emberek és mindenki a szomszédjával beszélget. Egyszer csak az ex-miniszterelnöknő (Margaret Thatcher) belép és keresztülmegy a termen. Akik mellett elhalad, azok késztetést éreznek, hogy köré gyűljenek, de ahogy továbbhalad a miniszterelnöknő, úgy mindenki visszatér korábbi beszélgető partneréhez. Az őt körülvevő állandósult embercsoport miatt folyamatosan nagyobb lesz a tömege, mint normális esetben lenne és nagyobb lendületre van szüksége a sebessége fenntartására. Ha egyszer elindult, nehezebb megállnia, ha megállt, nehezebb újra elindulnia. A példában szereplő politikusok jelképezik a Higgs-mezőt, ami egy olyan tér, ami meghatározza a benne haladó részecskék tömegét azáltal, hogy átmenetileg eltorzul a benne haladó részecske környékén.
Ez a Higgs-mechanizmus esetén három dimenzióban játszódik le. Feltételezésünk szerint a Higgs-mező kitölti az univerzumot, mert másként nehezen magyarázható, hogy a gyenge kölcsönhatásért felelős W és Z részecskék mitől nehezek, amíg a elektromágneses erők nélkülözik a tömeget.

### Higgs-bozon
Vegyük ismét a fenti példában szereplő koktélparti helyszínét, ahol a politikusok arányosan elszórva beszélgetnek a teremben. Ebben az esetben egy pletyka indul el a terem egyik végéből, és az emberek a mellettük lévő politikustárshoz közelebb lépve adják tovább a hírt, így ideiglenes helyi csoportosulás jön létre. Ennek köszönhetően csoportosulás-hullám halad végig az egész termen. A hírhullám haladhat széles szórásban, saroktól sarokig, vagy egy kisebb csoportosulás által egyenes vonalban, egy bizonyos pont felé. E hírközvetítő csoportosulásnak – ami korábban a ex-miniszterelnöknőnek adott tömeget – szintén van tömege. A feltételezések szerint a Higgs-bozon lényegében egy ilyen csoportosulás a Higgs-mezőben.
Az elmélet bizonyításának – miszerint létezik a tömeg szempontjából meghatározó Higgs-mező és -mechanizmus – a legkönnyebb módja, ha kísérletekkel bizonyítjuk, hogy létezik a Higgs-bozon.

### Magyarul
- Trócsányi Zoltán: Az isten-részecske, Videotórium
- Dávid Gyula: A tömeg eredete és a Higgs-mező, Atomoktól a csillagokig előadássorozat
- Patkós András: Nobel-díj, 1999 - elméleti részecskefizikáért
- Így lett meg a Higgs-bozon-szerű bozon
- Horváth Dezső: Higgs-bozonok keresése az OPAL-együttműködésben, Fizikai Szemle 2003/4, 122.
- Balogh Vilmos Szilárd: Hopsz, itt a Higgs – vagy mégsem?, Fizikai Nobel-díj 2013, in: Mérleg, 2013, 188-204. o.
- Horváth Dezső: A Higgs-bozon; Typotex, Bp., 2014

### Angolul
- First observations of a new particle in the search for the Standard Model Higgs boson at the LHC - CMS–ATLAS Higgs Booklet'. [2012. november 14-i dátummal az eredetiből archiválva]. (Hozzáférés: 2012. október 21.)
- Higgs physics at the LHC
- The Higgs Boson by the CERN exploratorium
- The God Particle and the Grid by Richard Martin
- 1993-ban a brit tudományügyi miniszter, William Waldegrave, arra kérte az elméleti fizikusokat, hogy legfeljebb egy oldalon magyarázzák már el, hogy „Mi az a Higgs-bozon, és miért kell megtalálni?” Íme az eredmény (angolul).
- Higgs boson on the horizon
- Fermilab Results Change Estimated Mass Of Postulated Higgs Boson
- Quark experiment predicts heavier Higgs
- Video (04:38) – CERN Announcement of Higgs Boson Discovery (4 July 2012).

### Egyéb
- Leon Lederman: Az isteni a-tom. Typotex Kiadó, 2007. ISBN 978-963-9664-32-6 A könyv középiskolai ismeretekkel érthetően ír a fizika fejlődéséről, a legelemibb részecskék kereséséről. Kiemelt rész foglalkozik a Higgs-bozon, az Isten-részecske keresésével.